# 일본 여권
일본 여권(일본어: 日本国旅券 니혼코쿠료켄[*])은 일본의 시민에게 발급하는 여권이다.

## 종류
- 일반 여권
  - 일반 여권은 5년용 감색 여권과 10년용 빨강색 여권으로 나누어진다. 만 18세 이상 성인은 5년용과 10년용 모두 신청할 수 있지만 미성년자는 5년용만 신청 가능하다. 그 이유는 미성년자의 성장에 따라 외모의 변동이 크다고 여겨지기 때문이다.
  - 원래는 수차여권(복수여권)과 일차여권(단수여권)의 신청이 자유로웠지만 1989년 여권법이 개정되면서 일차여권의 신청이 예외적으로만 가능해졌다.

- 공용 여권 (관용 여권)
  - 국회의원, 국가 공무원 및 지방 공무원, 공공기관 직원, 재외공관 직원, 공무를 위해 출국하는 직원(국제협력기구 요원이나 학술연구기관 학자 등), 문화청이 승인하는 재외연수이 공무로 외국에 출국할 경우 발급된다.

- 외교 여권 (외교관 여권)
  - 황후를 제외한 황족, 행정부의 내각총리대신, 입법부의 중의원 의장 및 참의원 의장, 사법부의 최고재판소 장관, 국무대신과 같은 정부 고위 관리, 특명전권대사, 외교관(외무성 직원)이 발급받는다.

- 긴급 여권
  - 재외 공관에 설치된 여권 작성기가 고장나 발급이 불가능할 경우, 일본 외무성의 여권 발급을 기다릴 시간적 여유가 없는 경우, 귀국을 위한 도항서 발급 기준에 맞지 않는 경우에 발급된다.

## 역사

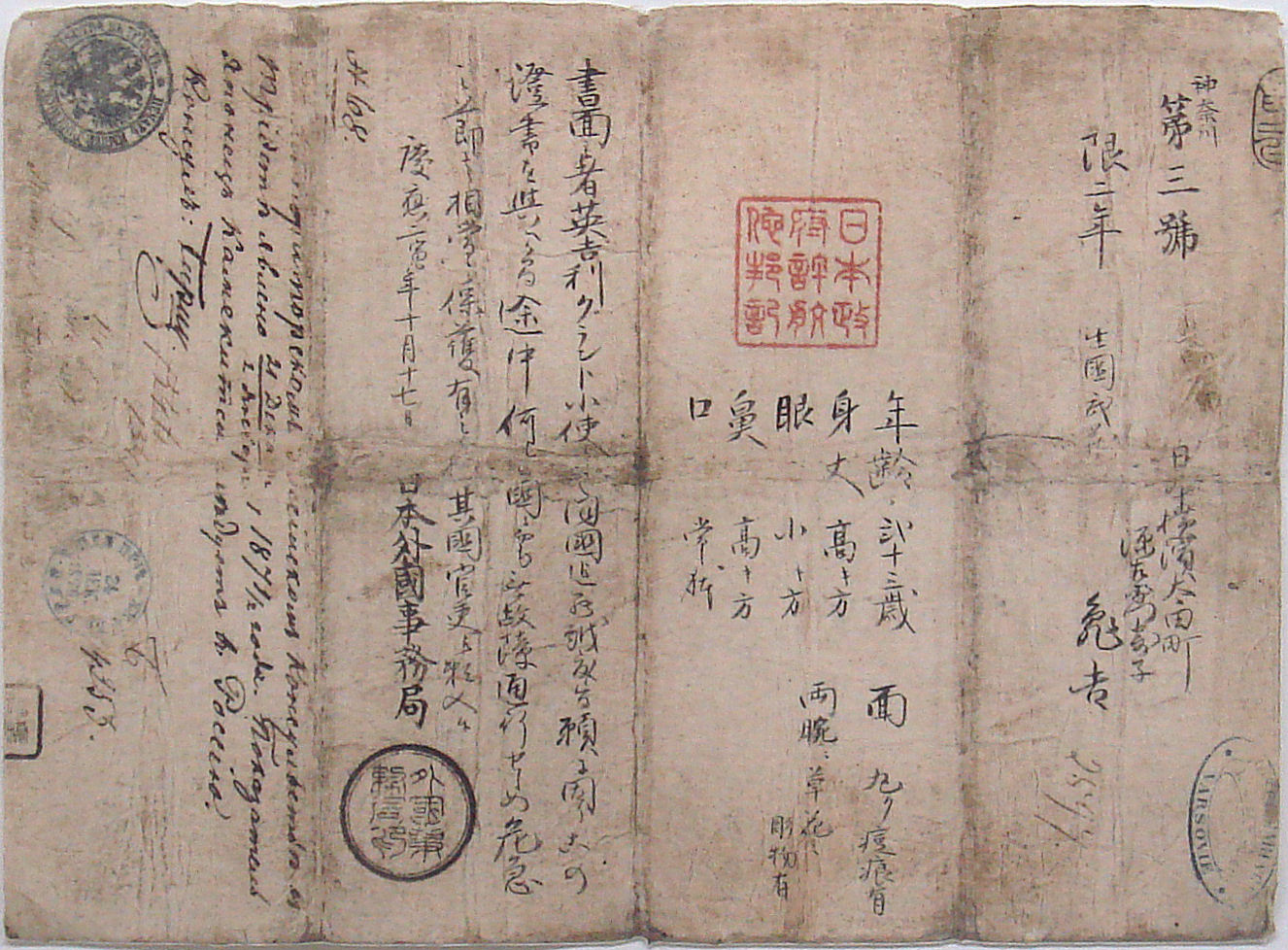
게이오 2년 (1866년) 발행된 일본 최초의 여권인 해외도항문서

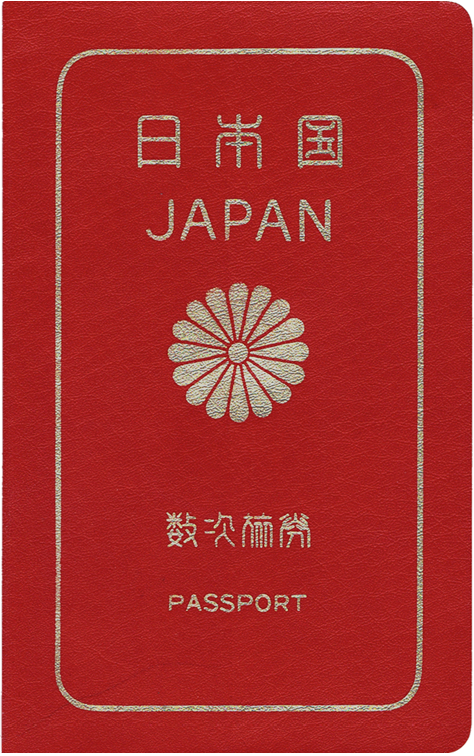
1980년대의 수차여권.(복수여권)

1866년에 일본 최초의 여권이라고 할 수 있는 "해외도항문서"가 막부에서 발행되었다.
1878년 2월 20일에 법령상 ‘해외 여권 규칙’이 제정되면서 처음으로 '여권'이라는 단어가 사용되었고, 이 날로부터 120년이 되는 1998년에 이를 기념하면서 매년 2월 20일을 '여권의 날'로 삼고 있다.

## 여권 모양
여권의 표지에는 국화문장이 표기되어 있다.

### 신상 명세 표시
- 여권 종류 (Type)
  - 여권(passport)의 약자인 P가 표기되어 있다.

- 발행국 (Issuing country)
  - 일본의 ISO 3166-1 alpha-3의 나라코드대로 JPN이 표기되어 있다.

- 여권 번호 (Passport No.)

- 성(Surname)
  - 성이 표기되어 있다. 구성(舊姓)[b]을 성 옆에 괄호 병기 처리하여 표기할 수 있다.

- 이름 (Given name)

- 국적 (Nationality)
  - JAPAN으로 표기되어 있다.

- 생년월일 (Nationality)
  - "DD MMM YYYY"의 형태로 표기되어 있다. (DD는 일, MMM은 달의 영문 이니셜 3자리, YYYY는 연도이다.) 예를 들어, "2009년 (헤이세이 21년) 3월 1일"은 "01 MAR 2009"로 표기된다.

- 성별 (Sex)
  - 남성(Male)은 M을 쓰고 여성(Female)은 F를 쓴다.

- 본적 (Registered Domicile)
  - 도도부현까지만 표기한다. 예를 들어, 후쿠시마 현은 FUKUSIMA와 같은 형태로 표기한다.

- 발행연월일 (Date of issue)
  - "DD MMM YYYY"의 형태로 표기되어 있다.

- 유효기간 만료일 (Date of expiry)
  - "DD MMM YYYY"의 형태로 표기되어 있다.

- 소지자 서명 (Signature of bearer)

- 발행 관청 (Authority)
  - 일본에서 발행한 경우에는 "MINISTRY OF FOREIGN AFFAIRS(외무성)"가 적혀있고, 일본 외의 곳에서 발행한 경우 각 제외공관의 영문명이 적혀있다.

### 요청 페이지
여권에는 일본어와 영어 문구가 수록되어 있다.
일본어, 영어:
日本国民である本旅券の所持人を通路故障なく旅行させ、かつ、同人に必要な保護扶助を与えられるよう、関係の諸官に要請する。
日本国外務大臣
The Minister for Foreign Affairs of Japan requests all those whom it may concern to allow the bearer, a Japanese national, to pass freely and without hindrance and, in case of need, to afford him or her every possible aid and protection.

한국어:
일본 국민인 본 여권의 소지인을 통행 지장 없이 여행하게 하고, 또한, 당사자에게 필요한 보호 조력을 줄 수 있도록, 여러 관계자들에 요청한다.
일본국 외무대신

## 사증 면제 현황

일본 여권으로 무비자 입국 또는 도착시 비자 발급이 가능한 국가.

다음은 사증 면제 현황이다.

## 같이 보기
- 일본의 국제 관계

### 내용주
1. ↑  태음태양력 기준 1866년 4월 7일
2. ↑  여성이 결혼 전 친가에서 쓰던 성.

## 참조주
1. 1 2 3  “旅券の変遷と最近の動向（海外渡航文書150周年に際して）” (PDF). 外務省. 2018년 1월 28일에 확인함.
2. ↑  “Council of the European Union - PRADO - JPN-AO-02002”. 《www.consilium.europa.eu》.
3. ↑  “Council of the European Union - PRADO - JPN-AO-02003”. 《www.consilium.europa.eu》.
4. ↑  “2020年旅券の申請受付開始について”.
5. ↑  “New Japanese passports featuring ukiyo-e by Katsushika Hokusai to be issued from this month”. 2020년 2월 3일.
6. ↑  “パスポートの申請から受領まで（初めてパスポートを申請するとき等の例）”. Ministry of Foreign Affairs of Japan.